# 錦富士隆聖
錦富士 隆聖（にしきふじ りゅうせい、1996年7月22日 - ）は、青森県十和田市出身（出生地は静岡県伊豆の国市）で、伊勢ヶ濱部屋所属の現役大相撲力士。本名は小笠原 隆聖（おがさわら りゅうせい）。身長184cm、体重154kg、血液型はB型。最高位は西前頭3枚目（2023年5月場所）。

## 来歴
相撲は十和田市立三本木小学校3年次に始め、6年次にわんぱく相撲全国大会でベスト8の実績を残した。十和田市立十和田中学校在学中も3年次に全国中学校相撲選手権大会で8強入りした。高校は三本木農業高校農業機械科に進み、3年次に全国高校相撲宇佐大会で個人3位入賞するなどの実績を残している。高校卒業後は近畿大学経営学部経営学科に進学した。高校の同期に阿武咲（1年次中退）、大学の同期に欧勝竜、翠富士（2年次中退）がいる。
近大相撲部では2年次にレギュラー入りをしていたが、「大学を卒業した後では形が決まってしまい、直せなくなる」という理由から、大学を中退して大相撲入りすることを決意し、伊勢ヶ濱親方（第63代横綱・旭富士）の熱意もあって伊勢ヶ濱部屋に翠富士とともに入門することになった。入門を仲介したのは、三本木農高相撲部監督と親交があり、当時伊勢ヶ濱部屋所属の現役力士だった安美錦（現・安治川）である。2016年11月場所にて序ノ口、2017年1月場所にて序二段の優勝決定戦にて翠富士と対戦しいずれも勝利し連続優勝を果たした。同年11月場所で幕下に昇進後は幕下の番付に定着した。2018年1月場所は、1番目の相撲で左膝を痛めて2番目から途中休場となったが、靭帯は断裂していなかったとして4番目の相撲から再出場した。
2019年9月場所は自己最高位となる東幕下3枚目の番付で迎えたが、場所前の稽古で左肘の筋を断裂しており、5番目の相撲で負け越しが決定すると、6番目以降は休場となった。9月20日に左肘の手術を受け、翌11月場所は全休。怪我からの復帰2場所目となった2020年3月場所で幕下優勝を果たし、新型コロナウイルスの感染拡大に伴う5月場所の中止を経て、再び自己最高位の東幕下3枚目に戻った7月場所で5勝2敗とし、場所後に開催された番付編成会議で、9月場所での新十両昇進が決定した。
2022年2月4日、協会は錦富士が新型コロナウイルスに感染したと発表。同年7月場所新入幕。入幕会見では高校の同期の阿武咲との対戦を望むコメントを残した。
2023年5月場所終盤に右足の靱帯を負傷し、場所直前まで稽古がままならず殆どの期間をリハビリに費やし、ぶっつけ本番に近い状態で7月場所に強行出場することとなった。新婚の妻と10月に誕生する予定の子供のために強行出場を決めたような部分もある。この7月場所は5勝10敗。9月場所も5勝10敗に終わり、11月場所は西前頭16枚目まで番付を下げた。10月中旬には双子の男児が誕生している。西前頭16枚目で迎えた11月場所も6勝9敗と負け越し、2024年1月場所は10場所ぶりの十両となる。東十両2枚目で迎えた同場所は初日から4連勝するなど白星先行、12日目に勝ち越しを決め、千秋楽も勝利し10勝5敗、1場所で幕内復帰を果たす。東前頭14枚目となった3月場所は連敗スタートしたものの3日目から不戦勝1回を含む5連勝、中日から3連敗し5勝5敗の五分としたものの、11日目からの3連勝で勝ち越し8勝7敗で終える。西前頭12枚目で迎えた5月場所、2日目からの5連敗で黒星先行、7、8日目の連勝で盛り返すかと思われたが11日目から3連敗で負け越し、千秋楽も敗れ下4枚半で5勝10敗と十両陥落もあり得る成績に終わったものの、他力士の成績との兼ね合いもあり7月場所は幕尻の東前頭17枚目に残留。同場所は5日目まで所謂抜け抜けで3勝2敗から3連敗、2連勝後4連敗で6勝9敗に終わり、十両陥落となるべきところが、またも他力士の成績との兼ね合いで9月場所同地位に据え置きとなる。大相撲本場所が年6場所制となって以降、幕尻で負け越しながら十両に陥落せず幕内に残るのは過去3例あるが全て7勝8敗であり、6勝9敗で幕内残留するのは初めての珍事となったが、青森県出身幕内力士が141年ぶりに途絶えてしまう危機をひとまず切り抜けた。9月場所は4勝6敗から終盤5戦を4勝1敗で千秋楽に勝ち越す。西前頭14枚目に上がった11月場所は、初日からの4連敗が響き6勝9敗、再び東前頭17枚目で迎えた2025年1月場所では、4勝5敗の10日目から4連勝で勝ち越しを決め、9勝6敗で終える。3月場所は東前頭13枚目に番付を上げたが、頚椎症性神経根症で約1か月の安静加療を要するとの診断書を提出し2日目から休場となる。5月場所は十両に下がって5勝10敗と負け越し。7月場所は9日目に早々と勝ち越しを決めるも頸椎ヘルニア、左大腿部蜂窩織炎のため11日目から途中休場。14日目から再出場すると2連勝して10勝3敗2休でこの場所を終えた。

## エピソード
- 自身と同じ青森県出身であり、伊勢ヶ濱部屋の兄弟子でもある安美錦（現・安治川）は、先述のように入門時から深い関係にある人物であり、安美錦に関するいくつかのエピソードがある。
  - 自身の四股名「錦富士」の錦は、安美錦の四股名に由来する[6]。
  - 安美錦の付け人を、2017年1月場所から[6]、安美錦が現役を引退する2019年7月場所まで務めた[21]。
  - 自身が幕下優勝をした2020年3月場所では、取組の無い日は自身が、取組のある日は安治川が、差し入れのカレーライスを食べるというゲン担ぎをしていた[8]。幕下優勝を果たした後には、同年10月4日に予定されていた安治川の引退相撲までには関取になるという目標を掲げた[9]。安治川の引退相撲は、新型コロナウイルス感染拡大の影響で延期となったが[22]、当初予定されていた日程より前の9月場所で新十両に昇進することになり[12]、目標を達成した形となった。
  - 2020年6月に日本相撲協会の公式YouTubeチャンネルに公開されたトレーニング動画に、安治川が紹介するストレッチの実演担当者として出演した[23][24]。
- 2020年3月場所では、前年5月場所限りで引退した兄弟子・駿馬の名前が書かれたサガリを使用した[9]。なお、駿馬のサガリは、直前の1月場所では翠富士が、さらに前は照ノ富士も使用していた[25]。
- 相馬勇紀は友人[26]。
- 部屋公式ホームページによると、好物は枝豆、肉。趣味はサッカー観戦。好きな女性タレントは磯山さやか[27]。
- 2024年2月17日放送分の『ジャンクSPORTS』では、左肘の手術後の大阪合宿のある日に20番稽古した後「稽古ができないので今日抜けてもいいですか」と師匠の伊勢ヶ濱に申し出たが「お前、右腕どうしたんだ」と許されず、そこから60番右腕だけで取らされたと語っている[28]。
- 2024年8月15日放送分のフジテレビ特番『大相撲部屋対抗!大食い&歌うまバトル』では角界屈指の歌唱力を見せ付け、一門対抗の「歌うまバトル」で伊勢ヶ濱一門を優勝に導いた。インターネット上ではその歌唱力が話題となった[29][30]。

## 主な成績
2025年7月場所終了現在
- 通算成績：303勝268敗25休（53場所）
- 幕内成績：104勝123敗13休（16場所）

### 各段優勝
- 十両優勝：1回（2022年5月場所）
- 幕下優勝：1回（2020年3月場所）
- 序二段優勝：1回（2017年1月場所）
- 序ノ口優勝：1回（2016年11月場所）

### 三賞
- 三賞：1回
  - 敢闘賞：1回（2022年7月場所）

### 場所別成績
| | 一月場所 初場所（東京） | 三月場所 春場所（大阪） | 五月場所 夏場所（東京） | 七月場所 名古屋場所（愛知） | 九月場所 秋場所（東京） | 十一月場所 九州場所（福岡） |
| --- | ----------------------- | ----------------------- | ----------------------- | --------------------------- | ----------------------- | --------------------------- |
| 2016年 （平成28年） | x                       | x                       | x                       | x                           | （前相撲）              | 東序ノ口21枚目 優勝 7–0     |
| 2017年 （平成29年） | 東序二段10枚目 優勝 7–0 | 東三段目19枚目 3–4      | 西三段目38枚目 5–2      | 東三段目13枚目 4–3          | 西三段目2枚目 4–3       | 西幕下52枚目 6–1            |
| 2018年 （平成30年） | 西幕下23枚目 1–5–1      | 西幕下47枚目 5–2        | 西幕下30枚目 4–3        | 東幕下23枚目 2–5            | 西幕下37枚目 5–2        | 西幕下24枚目 5–2            |
| 2019年 （平成31年 /令和元年） | 西幕下13枚目 3–4        | 西幕下17枚目 5–2        | 東幕下11枚目 4–3        | 西幕下8枚目 5–2             | 東幕下3枚目 1–4–2       | 西幕下18枚目 休場 0–0–7     |
| 2020年 （令和2年） | 西幕下58枚目 4–3        | 東幕下49枚目 優勝 7–0   | 感染症拡大 により中止   | 東幕下3枚目 5–2             | 西十両13枚目 7–8        | 西十両13枚目 3–12           |
| 2021年 （令和3年） | 西幕下5枚目 6–1         | 西十両12枚目 7–8        | 西十両12枚目 8–7        | 東十両11枚目 8–7            | 東十両9枚目 10–5        | 東十両4枚目 5–10            |
| 2022年 （令和4年） | 東十両9枚目 10–5        | 西十両5枚目 7–8         | 西十両6枚目 優勝 11–4   | 東前頭17枚目 10–5 敢        | 東前頭10枚目 10–5       | 西前頭5枚目 9–6             |
| 2023年 （令和5年） | 東前頭4枚目 4–11        | 西前頭10枚目 10–5       | 西前頭3枚目 3–12        | 西前頭8枚目 5–10            | 西前頭13枚目 5–10       | 西前頭16枚目 6–9            |
| 2024年 （令和6年） | 東十両2枚目 10–5        | 東前頭14枚目 8–7        | 西前頭12枚目 5–10       | 東前頭17枚目 6–9            | 東前頭17枚目 8–7        | 西前頭14枚目 6–9            |
| 2025年 （令和7年） | 東前頭17枚目 9–6        | 東前頭13枚目 0–2–13     | 東十両5枚目 5–10        | 東十両9枚目 10–3–2          | x                       | x                           |
| 各欄の数字は、「勝ち-負け-休場」を示す。 優勝 引退 休場 十両 幕下 三賞：敢=敢闘賞、殊=殊勲賞、技=技能賞 その他：★=金星 番付階級：幕内 - 十両 - 幕下 - 三段目 - 序二段 - 序ノ口 幕内序列：横綱 - 大関 - 関脇 - 小結 - 前頭（「#数字」は各位内の序列） |                         |                         |                         |                             |                         |                             |

## 合い口
いずれも2025年7月場所終了現在。
（以下は最高位が横綱・大関の現役力士）
- 横綱・豊昇龍には2敗。豊昇龍の横綱昇進後は対戦なし。
- 大関・琴櫻には1勝1敗。琴櫻の大関昇進後は対戦なし。
- 元大関・髙安には2勝5敗。
- 元大関・正代には1勝3敗。
- 元大関・御嶽海には2勝2敗。
- 元大関・霧島には1敗。

（以下は最高位が横綱・大関の引退力士）
- 元大関・栃ノ心には2勝1敗。
- 元大関・貴景勝には4敗。

## 幕内対戦成績
| 力士名   | 勝数 | 負数 | 力士名   | 勝数 | 負数 | 力士名   | 勝数 | 負数 | 力士名       | 勝数 | 負数 |
| -------- | ---- | ---- | -------- | ---- | ---- | -------- | ---- | ---- | ------------ | ---- | ---- |
| 碧山     | 0    | 3    | 朝紅龍   | 1    | 0    | 東龍     | 1    | 0    | 阿炎         | 1    | 1    |
| 逸ノ城   | 1    | 0    | 一山本   | 4(1) | 4    | 宇良     | 0    | 5    | 遠藤         | 4    | 5    |
| 欧勝馬   | 1    | 0    | 阿武剋   | 1    | 3    | 阿武咲   | 0    | 5    | 王鵬         | 3    | 3    |
| 隠岐の海 | 1    | 0    | 輝       | 4    | 1    | 北の若   | 0    | 3    | 霧島(霧馬山) | 0    | 1    |
| 金峰山   | 3    | 3    | 豪ノ山   | 0    | 1    | 琴恵光   | 3(1) | 1    | 琴櫻(琴ノ若) | 1    | 1    |
| 琴勝峰   | 3    | 0    | 佐田の海 | 5    | 5    | 獅司     | 1    | 0    | 島津海       | 1(1) | 0    |
| 正代     | 1    | 3    | 湘南乃海 | 2    | 3    | 大奄美   | 2    | 0    | 大栄翔       | 0    | 1    |
| 貴景勝   | 0    | 4    | 隆の勝   | 5    | 0    | 髙安     | 2    | 5    | 玉正鳳       | 1    | 0    |
| 玉鷲     | 2    | 5    | 美ノ海   | 1    | 4    | 千代翔馬 | 3    | 4    | 千代大龍     | 2    | 0    |
| 千代丸   | 1    | 0    | 剣翔     | 4    | 1    | 東白龍   | 0    | 1    | 時疾風       | 0    | 3    |
| 栃ノ心   | 2    | 1    | 翔猿     | 1(1) | 3    | 友風     | 2    | 0    | 錦木         | 3    | 3    |
| 平戸海   | 2    | 3    | 武将山   | 0    | 1    | 豊昇龍   | 0    | 2    | 北青鵬       | 1    | 1    |
| 北勝富士 | 3(1) | 6    | 御嶽海   | 2    | 2    | 水戸龍   | 1    | 0    | 妙義龍       | 4    | 4    |
| 明生     | 3    | 1    | 豊山     | 1    | 0    | 竜電     | 1    | 7(1) | 狼雅         | 3    | 2    |
| 若隆景   | 1    | 2    | 若元春   | 1    | 1    |          |      |      |              |      |      |

（カッコ内は勝数、負数の中に占める不戦勝、不戦敗の数、太字は2025年7月場所終了現在、現役力士）

## 改名歴
- 小笠原 隆聖（おがさわら りゅうせい）2016年9月場所 - 2016年11月場所
- 錦富士 隆聖（にしきふじ りゅうせい）2017年1月場所 -